# Struer Kommune
Die dänische Kommune Struer am Limfjord im Nordwesten Jütlands besitzt eine Gesamtbevölkerung von 20.794 Einwohnern (Stand 1. Januar 2023) und eine Fläche von 246,20 km². Sie liegt in der Verwaltungsregion Midtjylland.
Zum Gemeindegebiet gehören neben dem Hauptort Struer die Halbinsel Thyholm und die Inseln Jegindø und Venø. Die kombinierte Straßen- und Eisenbahnbrücke Oddesundbroen verbindet Struer nordwärts mit Thyholm und Thy.
Die Kommune entstand zum 1. Januar 2007 im Zuge der Kommunalgebietsreform durch den Zusammenschluss der zwei kleineren Kommunen Struer und Thyholm im Ringkjøbing Amt. Am 3. Dezember 2015 fand eine Volksabstimmung über den Zusammenschluss von Struer mit der größeren Nachbarkommune Holstebro statt: In Holstebro lehnten 54,8 Prozent eine Fusion ab, in Struer 67,9 Prozent.

## Kirchspielsgemeinden und Ortschaften in der Kommune
Auf dem Gemeindegebiet liegen die folgenden Kirchspielsgemeinden (dän.: Sogn) und Ortschaften mit über 200 Einwohnern  (byområder (dt.: „Stadtgebiete“) nach Definition der Statistikbehörde); Einwohnerzahl am 1. Januar 2023, bei einer eingetragenen Einwohnerzahl von Null hatte der Ort in der Vergangenheit mehr als 200 Einwohner:
| Sogn           | Einwohner | Ortschaft      | Einwohner |
| -------------- | --------- | -------------- | --------- |
| Asp Sogn       | 1.125     | Asp Linde      | 349 367   |
| Fousing Sogn   | 314       |                |           |
| Gimsing Sogn   | 2.169     |                |           |
| Hjerm Sogn     | 1.347     | Hjerm          | 1.114     |
| Humlum Sogn    | 2.387     | Bremdal Humlum | 1.713 838 |
| Hvidbjerg Sogn | 1.641     | Hvidbjerg      | 1.075     |
| Jegindø Sogn   | 416       | Jegind         | < 200     |
| Lyngs Sogn     | 261       |                |           |
| Odby Sogn      | 420       | Uglev          | 215       |
| Resen Sogn     | 1.159     | Resenstad      | 284       |
| Struer Sogn    | 7.971     | Struer         | 10.112    |
| Søndbjerg Sogn | 229       |                |           |
| Vejrum Sogn    | 533       | Vejrumstad     | < 200     |
| Venø Sogn      | 166       |                |           |
| Ølby Sogn      | 264       |                |           |

1. ↑  Jegind hatte 2011 erstmals weniger als 200 Einwohner.
2. ↑  Vejrumstad hatte 2012 erstmals weniger als 200 Einwohner.

## Partnerstädte
Die Struer Kommune unterhält folgende Städtepartnerschaften:
- Schweden: Södertälje
- Norwegen: Sarpsborg
- Finnland: Forssa